# (30253) Vítek
(30253) Vítek, désignation internationale (30253) Vitek, est un astéroïde de la ceinture principale.

## Description
(30253) Vitek est un astéroïde de la ceinture principale. Il fut découvert le 30 avril 2000 à l'Observatoire d'Ondřejov par Peter Kušnirák et Petr Pravec. Il présente une orbite caractérisée par un demi-grand axe de 2,33 UA, une excentricité de 0,19 et une inclinaison de 5,9° par rapport à l'écliptique.

## Compléments